# Balamuri, Honnali
Balamuri là một làng thuộc tehsil Honnali, huyện Davanagere, bang Karnataka, Ấn Độ.